# Pressione di radiazione
La pressione di radiazione è la pressione che viene esercitata su un corpo quando esso è esposto ad una radiazione elettromagnetica. Ciò è dovuto al fatto che le onde elettromagnetiche, oltre a trasportare energia, trasportano anche quantità di moto. Quando questa viene assorbita, la pressione risultante è il rapporto tra la densità del flusso elettromagnetico e la velocità della luce. Se la radiazione viene totalmente riflessa, la pressione di radiazione viene raddoppiata. Ad esempio la radiazione elettromagnetica del Sole ha una densità di flusso di 1370 W/m² (la cosiddetta costante solare), quindi la pressione di radiazione assorbita è di 4,6 μPa mentre quella riflessa è 9,3 μPa.
La pressione di radiazione di una stella è determinata dal surriscaldamento della materia stellare da parte dell'energia, prodotta durante le reazioni termonucleari all'interno del nucleo, che non viene dispersa all'esterno sotto forma di radiazioni elettromagnetiche (luce) e calore. Tale pressione si oppone alla forza di attrazione gravitazionale che tende invece a farla collassare.

## Scoperta
Il fatto che la radiazione elettromagnetica eserciti una pressione su ogni superficie esposta ad essa fu dedotto per via teorica da James Clerk Maxwell nel 1871 e verificato sperimentalmente da Lebedev nel 1900 e da Nichols e Hull nel 1901. La pressione è molto debole, ma può essere rivelata mediante un radiometro di Nichols.

## Teoria
Nel vuoto, un'onda elettromagnetica trasporta una quantità di moto pari a:
{\displaystyle {\vec {q}}={\frac {w}{c}}{\hat {c}}}
{\displaystyle w={dP \over d\tau }={\vec {E}}\cdot {\vec {J}}}
dove {\displaystyle w} è la potenza assorbita dall'unità di volume del materiale su cui incide l'onda, mentre {\displaystyle c} è la velocità della luce nel vuoto, {\displaystyle {\hat {c}}} il suo versore e {\displaystyle q} la quantità di moto. Il rapporto fornisce dimensionalmente una pressione, ossia una forza riferita all'unità di area di superficie. Qualora l'onda trasmetta tutta la sua energia al materiale, non conviene più riferirsi alla potenza su unità di volume, ma all'energia incidente nell'unità di tempo, avendo quindi al posto di {\displaystyle q}, quantità di moto trasmessa all'unità di volume nell'unità di tempo, {\displaystyle p}, quantità di moto trasferita nell'unità di tempo dall'onda incidente normalmente alla superficie:
{\displaystyle {\vec {p}}={\frac {I}{c}}{\hat {c}}}
Si può successivamente mettere in relazione con il campo elettrico o magnetico, ricordando che {\displaystyle I} è l'intensità media dell'onda esprimibile come il valor medio assoluto del vettore di Poynting:
{\displaystyle |p|={\frac {I}{c}}={\frac {E_{0}B_{0}}{2\mu _{0}c}}={\frac {\varepsilon _{0}E_{0}^{2}}{2}}={\frac {B_{0}^{2}}{2\mu _{0}}}}
Se consideriamo un'onda elettromagnetica che incida normalmente su una certa superficie, se questa assorbe l'energia {\displaystyle U} trasportata dall'onda, essa assorbe anche una quantità di moto {\displaystyle |p|}. Se l'onda viene riflessa, la quantità di moto trasmessa sarà doppia, poiché l'onda viaggia ora nella direzione opposta.

## Accelerazione della pressione di radiazione di ioni e protoni
Un’area di ricerca attiva dell’interazione laser-materia è l’accelerazione della pressione di radiazione di ioni o protoni da bersagli a strato sottile. Fasci ad alta energia ionica possono essere generati per applicazioni mediche (ad esempio nella terapia a fascio ionico) dalla pressione di radiazione di brevi impulsi laser su strati ultrasottili.